# Bill Shoemaker

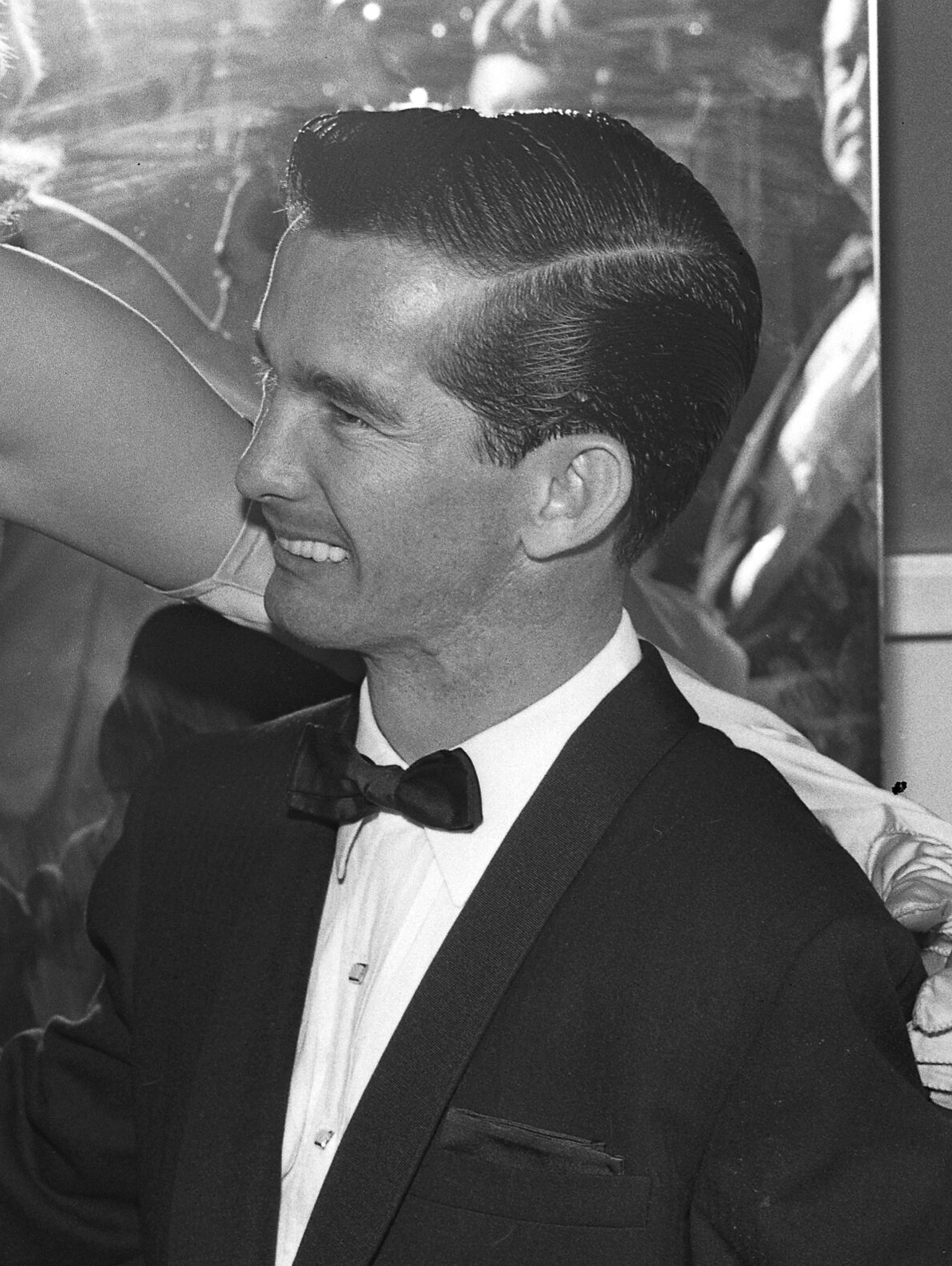
Bill Shoemaker 1957

William Lee Shoemaker (* 19. August 1931 in Fabens, Texas; † 12. Oktober 2003) war ein US-amerikanischer Jockey. Er war einer der erfolgreichsten Jockeys aller Zeiten und wurde auch „Bill“, „Willie“ oder „The Shoe“ genannt.
Shoemaker war bei seiner Geburt mit 1.250 Gramm derart leicht, dass ihm nur geringe Überlebenschancen eingeräumt wurden. Er überlebte, blieb aber wie viele untergewichtige Babys klein und wog später bei einer Körpergröße von 1,50 Metern etwa 43 Kilogramm. Diese Körperdimensionen prädestinierten ihn jedoch zum Jockey.
Seine Karriere begann schon als Teenager, als er am 19. März 1949 sein erstes Profirennen bestritt. Den ersten seiner insgesamt 8.833 Siege während seiner bis 1990 währenden Karriere errang schon einen Monat später, am 20. April 1949 auf „Shafter V“. Shoemaker gilt als erfolgreichster Jockey aller Zeiten und bescherte seinen Rennstallbesitzern eine Gewinnsumme von 123,4 Mio. US-Dollar.
1951 gewann Shoemaker den George Woolf Memorial Jockey Award und erhielt 30 Jahre später den Eclipse Award for Outstanding Jockey in den Vereinigten Staaten. Im Jahre 1958 wurde er in die Hall of Fame des amerikanischen Rennsports aufgenommen.
Shoemaker gewann elf Triple Crown Rennen während seiner Karriere.

## Referenzen
- Bill Shoemaker und Barney Nagler: Shoemaker. Doubleday, 1988, ISBN 0-385-23945-9